# Bolivia en los Juegos Olímpicos de Río de Janeiro 2016
Bolivia participó en los Juegos Olímpicos de Río de Janeiro 2016 con un total de doce deportistas, que compitieron en cinco deportes. La atleta Ángela Castro fue la abanderada en la ceremonia de apertura.

## Participantes

### Atletismo
Los atletas bolivianos lograron clasificarse en los siguientes eventos:
| Atleta                  | Evento                    | Final     | Final    |
| Atleta                  | Evento                    | Resultado | Posición |
| ----------------------- | ------------------------- | --------- | -------- |
| Ronald Quispe           | Marcha de 50 km masculina | 4:02:00   | 30       |
| Marco Antonio Rodríguez | Marcha de 20 km masculina | 1:25:11   | 45       |
| Ángela Castro           | Marcha de 20 km femenina  | 1:32:54   | 18       |
| Wendy Cornejo           | Marcha de 20 km femenina  | 1:35:17   | 31       |
| Stefany Coronado        | Marcha de 20 km femenina  | 1:37:56   | 43       |
| Rosmery Quispe          | Maratón                   | 2:58:32   | 117      |

### Ciclismo
Bolivia recibió una invitación para enviar a un ciclista a competir en el evento en ruta masculino:
| Atleta      | Evento                   | Tiempo      | Posición    |
| ----------- | ------------------------ | ----------- | ----------- |
| Óscar Soliz | Evento en ruta masculino | No finalizó | No finalizó |

### Judo
Un yudoca boliviano se clasificó a la categoría de 90 kg. Con esta participación, Bolivia regresará a ese deporte por vez primera desde 2005. Martín Michel consiguió la plaza continental de la región panamericana como el yudoca boliviano mejor posicionado fuera de la posición de clasificación directa en el Clasificación Mundial de la FIJ del 30 de mayo.
| Athlete       | Event            | Primera ronda            | Segunda ronda | Tercera ronda | Cuartos de final | Semifinal | Repechaje | Final / MB | Final / MB |
| Athlete       | Event            | Resultado                | Resultado     | Resultado     | Resultado        | Resultado | Resultado | Resultado  | Posición   |
| ------------- | ---------------- | ------------------------ | ------------- | ------------- | ---------------- | --------- | --------- | ---------- | ---------- |
| Martín Michel | 90 kg masculinos | González (CUB) P 000–110 | No avanzó     | No avanzó     | No avanzó        | No avanzó | No avanzó | No avanzó  | No avanzó  |

### Natación
El país recibió una invitación por universalidad de parte de la Federación Internacional de Natación para enviar dos nadadores (un hombre y una mujer) a los Juegos:
| Atleta                   | Evento                           | Eliminatoria | Eliminatoria | Semifinal | Semifinal | Final     | Final     |
| Atleta                   | Evento                           | Tiempo       | Posición     | Tiempo    | Posición  | Tiempo    | Posición  |
| ------------------------ | -------------------------------- | ------------ | ------------ | --------- | --------- | --------- | --------- |
| José Alberto Quintanilla | 50 metros estilo libre masculino | 23.35        | 46           | No avanzó | No avanzó | No avanzó | No avanzó |
| Karen Torrez             | 50 metros estilo libre femenino  | 26.16        | 46           | No avanzó | No avanzó | No avanzó | No avanzó |

### Tiro
Bolivia recibió dos invitiación por parte de la Comisión Tripartita para enviar tiradores a los evento de pistola masculino y rifle femenino:
| Atleta             | Evento                        | Clasificación | Clasificación | Final     | Final     |
| Atleta             | Evento                        | Puntos        | Posición      | Puntos    | Posición  |
| ------------------ | ----------------------------- | ------------- | ------------- | --------- | --------- |
| Rudolf Knijnenburg | Pistola a 50 m masculino      | 522           | 41            | No avanzó | No avanzó |
| Carina García      | Rifle de aire a 10 m femenino | 405.6         | 44            | No avanzó | No avanzó |